# Nekropole von Pedras Serradas

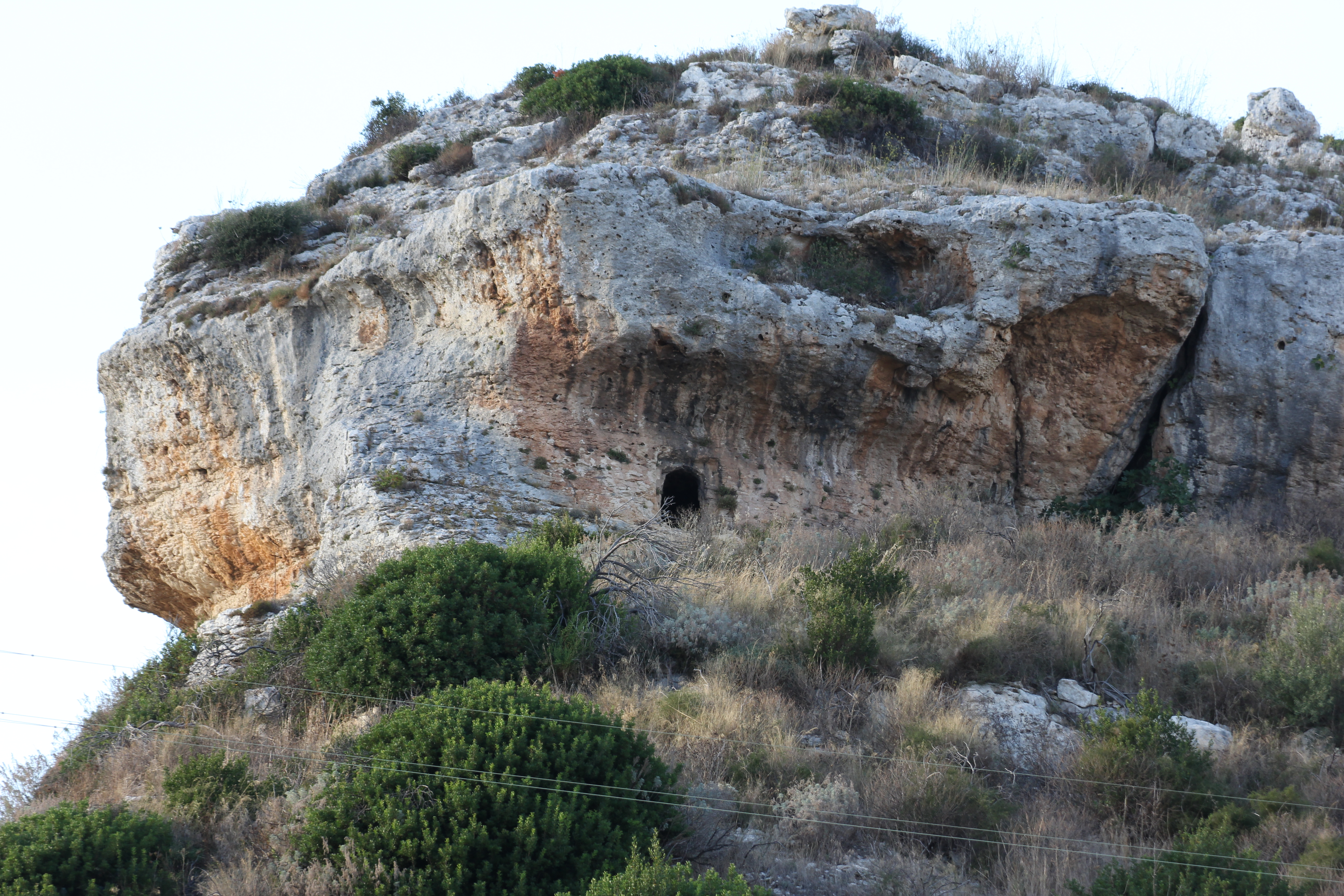
Nekropole von Pedras Serradas

Die Nekropole von Pedras Serradas ist eine archäologische Stätte an den Kalksteinhängen der gleichnamigen Erhebung in der Nähe von Florinas in der Metropolitanstadt Sassari auf Sardinien. Die Nekropole besteht aus fünf Domus de Janas, hoch über dem Tal von S’Elighe Entosu gelegen, das auch der in der Nähe liegenden Nekropole von S’Elighe Entosu ihren Namen gab. Die Grabstätten stammen aus der Bronzezeit.

## Beschreibung
Im Gegensatz zu den Domus de Janas der Nekropole von S’Elighe Entosu mit zahlreichen Nebenkammern haben die Begräbnisstätten von Pedras Serras einen einfachen Grundriss. Sie bestehen aus einem Vorraum, an den eine Hauptkammer anschließt. Nur Tomba I besitzt zusätzlich eine Seitenkammer, die von der Hauptkammer aus zugänglich ist. Tomba II hat nur eine Zelle, an deren Rückseite sich eine Nische befindet, in die man durch eine doppelt gerahmte Tür gelangt.